# 汀州路
汀州路是元朝时福建道的一个路级行政区名，至元十五年（1278年）时由原汀州更改而来。
治所在长汀县，下辖六个县，分别是长汀、宁化、清流、连城、上杭、武平。汀州路开始属福建行中书省，1281年成为囊加真公主赐地，1282年因福建、江西两个行中书省合并为福建宣慰使司，汀州路属于福建宣慰使司。明洪武元年（1368年）被改制为汀州府。